# Matz (fumettista)
Matz, pseudonimo di Alexis Nolent (Rouen, 1967), è un fumettista e sceneggiatore di videogiochi francese.

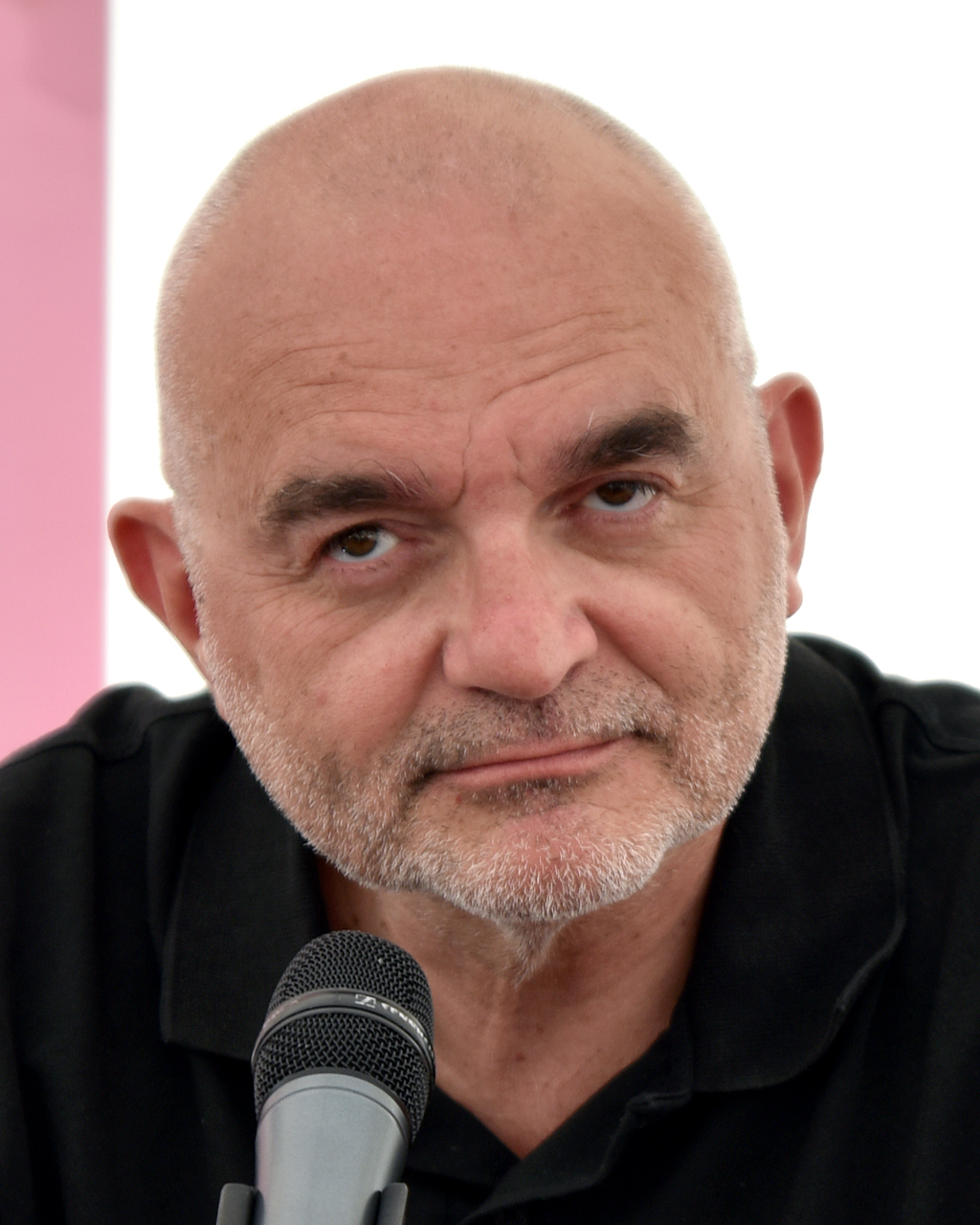
Alexis Nolent (2024)

I suoi graphic novel hanno venduto oltre 500 000 copie in Francia.

## Biografia
Appassionatosi da ragazzo ai romanzi hardboiled della Série noire di autori come Raymond Chandler, James Cain e Jim Thompson, scrive il suo primo fumetto all'età di 23 anni, seguito poco dopo da un romanzo d'esordio sullo stesso genere.
Notato dalla Ubisoft, lavorerà alla scrittura di numerosi videogiochi dell'azienda in qualità di sceneggiatore e story editor, soprattutto della saga di Splinter Cell, e anche come regista degli intermezzi.
Dopo aver vissuto per tre anni negli Stati Uniti, nel 1998 torna in patria e crea il fumetto per cui è più noto, Il killer, che proseguirà con successo fino al 2014 venendo tradotto in inglese da lui stesso, oltre che in italiano, portoghese, spagnolo, tedesco, olandese, turco, finlandese, polacco e croato. Fin dagli anni duemila, l'opera attira le attenzioni di Hollywood, diventando infine nel 2023 un film omonimo con protagonista Michael Fassbender per la regia di David Fincher.
Il suo rapporto duraturo con Hollywood ha spinto il quotidiano Le Parisien a definirlo «forse più apprezzato negli Stati Uniti che non nel suo paese natìo»: nel 2012, Du plomb dans la tête, illustrato da Colin Wilson, è diventato anch'esso un film, Jimmy Bobo - Bullet to the Head, con protagonista Sylvester Stallone e diretto da Walter Hill, con cui Matz avrebbe poi scritto a quattro mani diverse graphic novel, tra cui Corps et Âme, da cui il regista ha tratto il film Nemesi; la Warner Bros. aveva acquisito nel 2008 i diritti cinematografici del suo Cyclopes per la regia di James Mangold, ma il progetto non è mai andato in porto.
Matz ha adattato in graphic novel romanzi come Notte selvaggia di Jim Thompson, Adiós muchachos di Daniel Chavarría, per le matite di Paolo Bacilieri, e Dalia Nera di James Ellroy, scritto in collaborazione con Fincher durante lo sviluppo di The Killer, avendo il regista già lavorato ad un adattamento cinematografico non concretizzatosi dell'opera di Ellroy.
È stato anche traduttore dall'inglese al francese e viceversa, oltre che di fumetti come il suo Killer, di romanzi di autori come Donald E. Westlake e Jerry Stahl.

## Opere

### Fumetti
- Bayou Joey (Futuropolis, 1990)
- Peines perdues (Casterman, 1993)
- Il killer #1–13 (Casterman, 1998–2014)
- Du plomb dans la tête #1–3 (Casterman, 2004–2006)
- Shandy, un anglais dans l'Empire #1–2 (Delcourt, 2004–2006)
- Cyclopes #1–4 (Casterman, 2005–2011)
- Zidane (Casterman, 2005)
- Mirage Hôtel (6 Pieds Sous Terre, 2006)
- Nuit de fureur (Casterman, 2008). Dal romanzo Notte selvaggia di Jim Thompson.
- Destins #11 (Glénat, 2011)
- Adiós muchachos (Casterman, 2011). Dal romanzo omonimo di Daniel Chavarría.
- O.P.K. #1–2 (12 Bis, 2012–2013)
- Mexicana #1–3 (Glénat, 2013–2014)
- Dalia nera (Casterman, 2013). Con David Fincher, dal romanzo omonimo di James Ellroy.
- Balles perdues (Rue de Sèvres, 2015). Con Walter Hill.
- Julio Popper - Le Dernier Roi de Terre de Feu (Rue de Sèvres, 2015)
- XIII Mystery #4 (Dargaud, 2015)
- Corps et Âme (Rue de Sèvres, 2016). Con Walter Hill.
- Geronimo (Rue de Sèvres, 2017)
- Le Travailleur de la nuit (Rue de Sèvres, 2017)
- Tango #1–7 (Le Lombard, 2017–in corso)
- Vies volées (Rue de Sèvres, 2018)
- Compte à rebours (Rue de Sèvres, 2018–2021). Con Marc Trévidic.
- Arrêt de jeu (Casterman, 2018)
- Le Spécimen (Rue de Sèvres, 2019). Con Walter Hill.
- Transperceneige: Extinctions #1–2 (Casterman, 2019–2020). Con Jean-Marc Rochette.
- Le Tueur - Affaires d'État #1–4 (Casterman, 2020–in corso)
- Le Tatoueur (Bamboo, 2021)
- Ceux du Chambon (Steinkis, 2021)
- Le Serpent et le Coyote (Le Lombard, 2022)
- La Disparition de Josef Mengele (Les Arènes, 2022). Dal romanzo omonimo di Olivier Guez.
- Surface (Michel Lafon, 2022). Dal romanzo Superficie di Olivier Norek.
- Le Grizzli (Dargaud, 2023)

### Sceneggiature per videogiochi (parziale)
- Les Neuf Destins de Valdo (1996)
- Taxi 2 (2000)
- V.I.P. (2001)
- Tom Clancy's Ghost Recon (2001) - story editor
- Tom Clancy's Splinter Cell (2002) - story editor
- Rayman 3: Hoodlum Havoc (2003)
- XIII (2003) - story editor e sceneggiatore del prologo
- Crouching Tiger Hidden Dragon (GameCube, 2003)
- Far Cry (2004) - story editor
- Alexander (2004) - story editor
- Tom Clancy's Splinter Cell: Pandora Tomorrow (2004) - story editor
- Tom Clancy's Ghost Recon 2: First Contact (2004) - story editor
- Tom Clancy's Rainbow Six 3 (2004)
- Tom Clancy's Splinter Cell: Chaos Theory (2005)
- Silent Hunter III (2005)
- Child of Eden (2011)

### Romanzi
- Résidence surveillée, Denoël, 1993.
- La Nuit du vigile, Rivages/Noir, 2011.

#### Traduzioni in francese
- Donald E. Westlake, Gli ineffabili cinque, Rivages/Noir, 2007.
- Mike Hodges, Watching the Wheels Come Off, Rivages/Noir, 2010.
- Jerry Stahl, Pain Killers, Rivages/Thriller, 2011.